# 19568 Речелмарі
19568 Речелмарі (19568 Rachelmarie) — астероїд головного поясу, відкритий 18 травня 1999 року.
Тіссеранів параметр щодо Юпітера — 3,580.